# Кавенчин (Конецький повіт)
Кавенчин (пол. Kawęczyn) — село в Польщі, у гміні Смикув Конецького повіту Свентокшиського воєводства.
У 1975-1998 роках село належало до Келецького воєводства.